# جنگ دی
جنگ دی (کره‌ای: 디워; انگلیسی: D-War) همچنین در آمریکای شمالی با نام جنگ اژدها: جنگ دی (انگلیسی: Dragon Wars: D-War) نیز شناخته می‌شود، یک فیلم اکشن ماجراجویی فانتزی محصول کره جنوبی سال ۲۰۰۷ به کارگردانی شیم هیونگ ره و با بازی جیسون بهر، آماندا بروکس، رابرت فورستر و الیزابت پنیا است. این فیلم در زمان انتشار، پرهزینه‌ترین فیلم کره جنوبی در تمام دوران‌ها بود.